# Хромов, Борис Кондратьевич
Борис Кондратьевич Хромов (20 июля 1918 — 22 июля 1966) — участник Великой Отечественной войны, командир орудия 231-го гвардейского стрелкового полка 75-й гвардейской стрелковой дивизии 30-го стрелкового корпуса 60-й армии Центрального фронта, гвардии младший сержант, Герой Советского Союза (1943).

## Биография
Родился 20 июля 1918 года в посёлке Добрянка ныне Репкинского района Черниговской области. Окончил 7 классов школы. Работал в Киеве на заводе строгальщиком.
В Красной Армии с 1939 года. На фронтах Великой Отечественной войны с 1941 года. С марта 1943 года — командир орудия 231-го гвардейского стрелкового полка 75-й гвардейской стрелковой дивизии.
Особым героизмом гвардии младший сержант Хромов Б. К. отличился при форсировании реки Днепр севернее Киева, в боях при захвате и удержании плацдарма в районе сёл Глебовка и Ясногородка (Вышгородский район Киевской области) на правом берегу Днепра осенью 1943 года. В числе первых 23 сентября 1943 года он со своим расчётом переправился через реку Днепр и во время боёв за расширение плацдарма и при отражении контратак противника в течение нескольких дней поддерживал своим огнём действия стрелковых подразделений, находясь в их передовых порядках.
Указом Президиума Верховного Совета СССР от 17 октября 1943 года за успешное форсирование реки Днепр севернее Киева, прочное закрепление плацдарма на западном берегу реки Днепр и проявленные при этом мужество и геройство гвардии гвардии младшему сержанту Хромову Борису Кондратьевичу присвоено звание Героя Советского Союза с вручением ордена Ленина и медали «Золотая Звезда».
После войны Б. К. Хромов демобилизовался. Жил в Киеве, работал на железной дороге и на Киевском химико-фармацевтическом заводе имени М. В. Ломоносова (ныне ОАО «Фармак»).
Умер 22 июля 1966 года. Похоронен в Киеве на Байковом кладбище.

## Награды
- Медаль «Золотая Звезда» № 9128 Героя Советского Союза (17 октября 1943 года);
- орден Ленина;
- медали.

## Память
- В Киеве на Байковом кладбище установлен памятник[4].